# Duplex (Zentriereinheit)
Als Duplex wird eine zusätzliche Visierebene bei Dioptervisierungen bezeichnet.
Die ursprüngliche Dioptervisierung besteht aus Diopter mit Iris und Ringkorn. Die Duplex erweitert die Visierlinie um eine weitere Zentrierebene bzw. eine Zwischeniris. Durch die Verwendung einer Duplex werden Zielfehler durch ungewolltes Verlagern des Korntunnels im Zielbild nahezu völlig ausgeschlossen.